# 自貢恐竜博物館
自貢恐竜博物館（じこう-きょうりゅう-はくぶつかん）は中華人民共和国四川省自貢市の自貢世界ジオパーク（総面積56.62Km2）の一角を構成する博物館で、1987年1月に開館された。市の中心から東北約9kmの大山鋪238号に位置し、66Km2を占める。自貢市は中国で最も恐竜化石が発掘される地で、当地発掘恐竜化石（ジュラ紀中期～後期）を基本として博物館は開設された。この博物館は日本の福井県立恐竜博物館やカナダのロイヤル・ティレル古生物学博物館と並んで世界三大恐竜博物館に数えられている。開館時間は8時半～17時半（入場は17時まで）で、入場料は42元（60歳以上は22元、70歳以上は無料）。

## 展示
展示は恐竜遺址館（恐竜博物館）でなされている。1階は「恐竜世界」と「恐竜遺址」からなり、「恐竜世界」は恐竜化石の生態陳列となっている。18種類の各種の恐竜（巴山首竜・太白華陽竜・自貢四川竜・四川巨棘竜・李氏蜀竜など）が展示され、すべてが自貢市で発掘されている。「恐竜遺址」は恐竜化石埋蔵現場をそのまま保存展示しており、面積は1.5Km2と世界最大規模の埋蔵現場である。数千の化石が埋蔵されている。
2階は「恐竜時代的動植物」と「恐竜珍品」からなり、「恐竜時代の動植物」は陸上・水中・空中・植物などの展示に分かれて、ここには自貢市以外の中国各地の化石も展示されて、恐竜の生態を示している。「恐竜珍品」では自貢市で発掘された恐竜化石の貴重品10数点が展示されている。
1989年からは、館内の恐竜骨格などの展示物を国外の博物館へ出張展示させる取り組みも行っている。2008年3月22日には福井県立恐竜博物館と姉妹提携を結んだ。